# Acrossocheilus clivosius
Acrossocheilus clivosius е вид лъчеперка от семейство Шаранови (Cyprinidae).

## Разпространение
Видът е разпространен във Виетнам, Китай (Гуандун, Гуанси, Хайнан и Юннан) и Хонконг.

## Описание
На дължина достигат до 9,2 cm.